# Socotragors
De socotragors (Emberiza socotrana) is een zangvogel uit de familie van gorzen (Emberizidae).

## Verspreiding en leefgebied
Deze soort is endemisch in Jemen op de Socotra-eilanden.